# Mitteilungen der Österreichischen Geographischen Gesellschaft

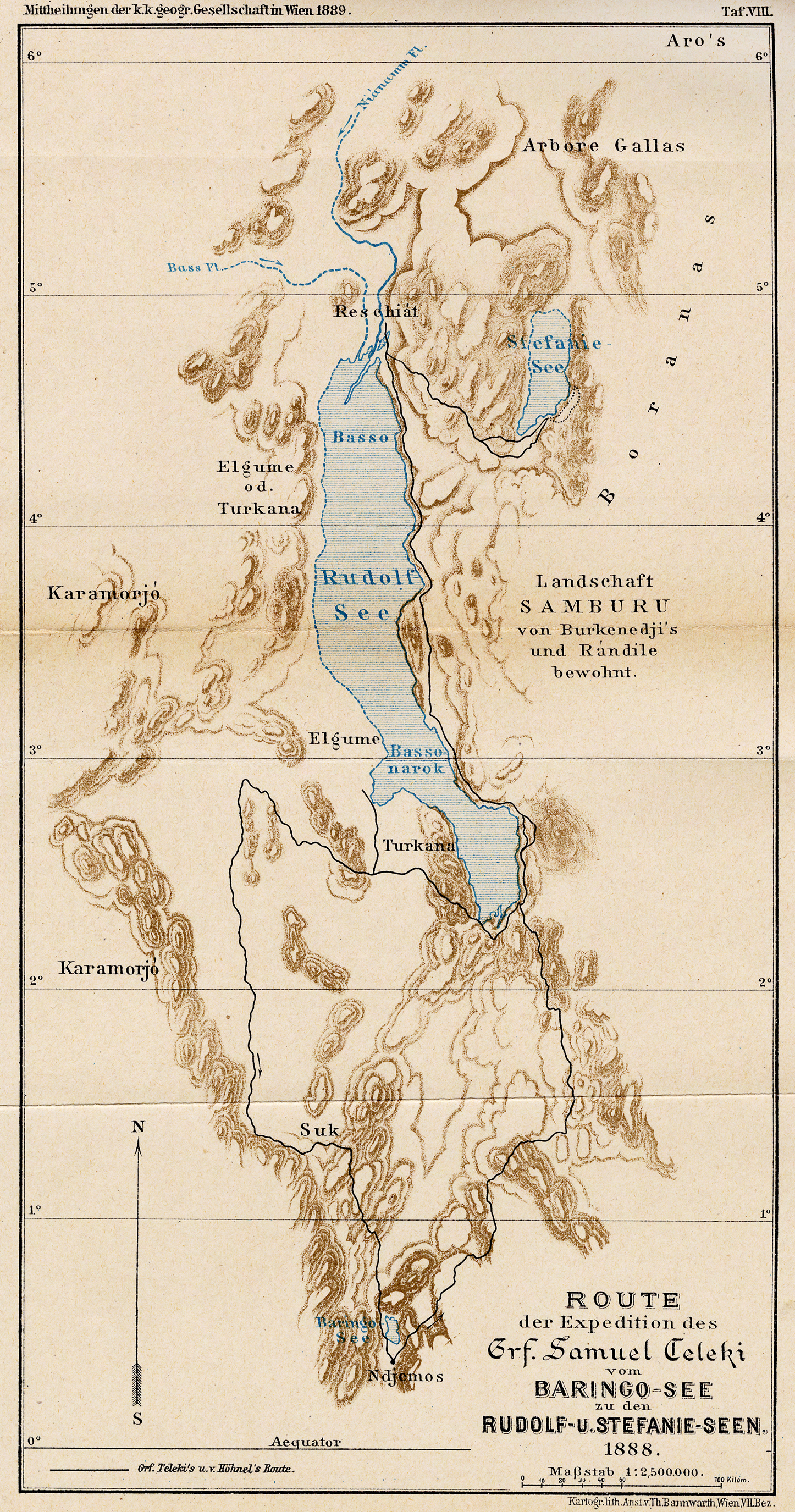
Seite aus den Mitteilungen (1889)

Die Mitteilungen der Österreichischen Geographischen Gesellschaft – zuvor Mitteilungen der k.k. Geographischen Gesellschaft in Wien – ist eine seit 1857 regelmäßig erscheinenden Fachzeitschrift der Österreichischen Geographischen Gesellschaft. Die Mitteilungen der Österreichischen Geographischen Gesellschaft (MÖGG) erscheinen jährlich und werden seit Band 151 zusätzlich zur gedruckten Version auch elektronisch beim Verlag der Österreichischen Akademie der Wissenschaften publiziert. Die Zeitschrift ist im Thomson Reuters Web of Science – zuvor ISI – indiziert (Social Sciences Citation Index).

## Inhalt und Zugang
Die MÖGG widmet sich dem gesamten inhaltlichen Spektrum der Geographie. In Europa liegt der regionale Fokus vor allem auf den Nachfolgestaaten Österreich-Ungarns. Beiträge zu anderen europäischen und außereuropäischen Forschungen, zur Methodik oder Didaktik der Geographie sind ebenso regelmäßig Bestandteil der MÖGG. Die Artikel werden wahlweise in deutscher oder englischer Sprache veröffentlicht.
Auf der Webseite der MÖGG findet man unter Archiv sowohl ein Schlagwortregister, als auch PDF-Summaries der Beiträge. Die Österreichische Nationalbibliothek bietet (Stand 2016) die Bände 1857–1945 auf ANNO an.